# Nabire (Regierungsbezirk)
Nabire ist ein indonesischer Regierungsbezirk (Kabupaten) in der indonesischen Provinz Papua Tengah auf der Insel Neuguinea. Stand 2020 leben hier circa 170.000 Menschen. Der Regierungssitz des Kabupaten Nabire ist die gleichnamige Stadt Nabire, die auch Hauptstadt der Provinz ist.

## Geographie
| Distrikt Distrik | Dörfer Kampung | Fläche [km²] | Einwohner 2020 | Bevölkerungs- dichte |
| ---------------- | -------------- | ------------ | -------------- | -------------------- |
| Dipa             | 5              | 962          | 1.437          | 1                    |
| Kepulauan Moora  | 5              | 41           | 1.630          | 39                   |
| Makimi           | 6              | 1.054        | 7.313          | 7                    |
| Menou            | 4              | 858          | 1.290          | 2                    |
| Nabire           | 12             | 123          | 101.645        | 820                  |
| Nabire Barat     | 5              | 81           | 15.137         | 185                  |
| Napan            | 3              | 1.007        | 1.523          | 2                    |
| Teluk Kimi       | 5              | 199          | 16.746         | 84                   |
| Teluk Umar       | 4              | 603          | 1.185          | 2                    |
| Siriwo           | 6              | 2.026        | 2.758          | 1                    |
| Uwapa            | 6              | 621          | 4.001          | 6                    |
| Wanggar          | 3              | 111          | 5.096          | 46                   |
| Wapoga           | 5              | 731          | 1.009          | 1                    |
| Yaur             | 4              | 1.077        | 2.764          | 3                    |
| Yaro             | 8              | 2.529        | 9.253          | 4                    |

Nabire liegt im Westen der Provinz Papua Tengah am Übergang zur Bomberai-Halbinsel an der Grenze zur Provinz Papua Barat. Es grenzt an folgende Regierungsbezirke: Waropen (Provinz Papua), Intan Jaya, Paniai und Dogiyai. Administrativ unterteilt sich Nabire in 15 Distrikte (Distrik) mit 81 Dörfern, davon 72 Kampung und 9 Kelurahan.

## Einwohner
2020 lebten in Nabire 172.787 Menschen. Die Bevölkerungsdichte beträgt 16 Personen pro Quadratkilometer. Circa 51 Prozent der Einwohner sind Protestanten, 37 Prozent Muslime und 11 Prozent Katholiken und ein Prozent sind Minderheiten an Hindus, Buddhisten und Konfuzianern.